# 64 Piscium
64 Piscium (kurz 64 Psc) ist ein Doppelstern im Sternbild Fische. 64 Psc besitzt eine scheinbare Helligkeit von 5,07 mag und liegt 75 Lichtjahre von der Sonne entfernt.
Es handelt sich um einen spektroskopischen Doppelstern des Typs SB2 (engl. double-lined spectroscopic binary) mit einer Umlaufzeit von 13,82 Tagen. Die Einzelsterne 64 Psc Aa und 64 Psc Ab (zusammen 64 Psc A genannt) sind sonnenähnlich, gehören beide der Spektralklasse F8 an und ähneln sich auch sonst stark in ihren physikalischen Eigenschaften. So lauten die sehr genau bekannten Massen, Radien, effektiven Temperaturen und Leuchtkräfte für 64 Psc Aa auf 1,2 M⊙, 1,3 R⊙, 6 250 K und 2,1 L⊙ und für 64 Psc Ab auf 1,2 M⊙, 1,2 R⊙, 6 200 K und 1,8 L⊙. Im Jahr 2005 präsentierte Maciej Konacki eine neue Methode zur hochpräzisen Messung der Radialgeschwindigkeit an Komponenten in SB2-Doppelsternen und bestimmte die Sternmassen auf fast 1 Prozent genau (MAa = 1,210 ± 0,014 M⊙, MAb = 1,169 ± 0,014 M⊙). Die relative Bahn des Doppelsterns ist moderat exzentrisch (e = 0,24) und besitzt eine große Halbachse von 6,55 mas (0,15 AE). Während eines Umlaufs beträgt die größt- bzw. kleinstmögliche Entfernung der Sterne zueinander 0,19 AE (Apastron) bzw. 0,11 AE (Periastron).
Das System weist mit [Fe/H] = 0,00 eine ähnliche Metallhäufigkeit wie die Sonne auf. Das Alter des Systems liegt bei etwa 5 Mrd. Jahren, jedoch gibt es auch Altersbestimmungen mit Werten von ≈ 3 Mrd. Jahren und 6,8 Mrd. Jahren. In künftig 3 Mrd. Jahren, wenn sich beide Sterne zu Unterriesen entwickelt haben, sollte bei 64 Psc Aa (bei einem Radius von ≈ 12,4 R⊙) der Massenfluss zur Komponente Ab einsetzen. Bei einem Sternsystemalter von ≈ 8 Mrd. Jahren darf man ein Doppelsystem aus zwei weißen Zwergen erwarten.
Im Orbit um 64 Psc A könnte sich ein weiterer Himmelskörper befinden, da die Auswertung astrometrischer Daten von Hipparcos und anderen Sternkatalogen auf unregelmäßige Eigenbewegung hindeutet. Andrei Tokovinin et al. veranschlagen für diesen ungewissen Himmelskörper eine Masse von 0,05 M⊙ und eine Umlaufzeit von ≈ 10 Jahren um 64 Psc A.
Der Washington Double Star Catalog listet zwei optische Begleiter (Abstand ρ und Positionswinkel θ zu 64 Psc A):
- 64 Psc B: V = 12,9 mag, ρ = 85,6″, θ = 331° (Epoche 2013)
- 64 Psc C: V = 13,6 mag, ρ = 61,1″, θ = 161° (Epoche 2013)

1998 fand man im Infrarotbereich (J-, H- und K-Band, λ = 1,2 – 2,2 µm) noch zwei Hintergrundobjekte mit K-Helligkeiten von 16,6 mag und 18,5 mag in Abständen von 22,7″ und 12,1″ zu 64 Psc A. Ein dritter physischer Begleiter wurde aber nicht nachgewiesen.
64 Psc zeigt einen Infrarotexzess bei 24 µm Wellenlänge, wie man mit dem MIPS-Instrument des Spitzer-Weltraumteleskops festgestellt hat, und wurde daher 2010 von David W. Koerner et al. als Trümmerscheiben-Kandidat eingestuft.